# Blicks River
Der Blicks River ist ein Fluss im Nordosten des australischen Bundesstaates New South Wales.

## Geographie
Die Quelle liegt fünf Kilometer östlich der Kleinstadt Ebor an den Nordhängen des Majors Point im Süden des New-England-Nationalparks. Von fort fließt der Fluss an der Verbindungsstraße Armidale–Grafton entlang zunächst nach Norden und dann nach Nordosten bis zur Kleinstadt Dundurrabin. Dort wendet er seinen Lauf nach Osten und mündet im Südteil des Nymboi-Binderay-Nationalparks in den Nymboida River.